# Temple de Segesta
El Temple de Segesta és un antic temple grec situat a la ciutat de Segesta, a Sicília. Els acadèmics s'hi refereixen com el Temple de Segesta o, a vegades, simplement com el Temple de les Portes, perquè se'n desconeix a quina deïtat estava dedicat. Les ruïnes se'n troben al costat occidental del jaciment arqueològic, en l'actual Calatafimi Segesta. Són les restes arqueològiques més ben conservades de tota Sicília.

## Història

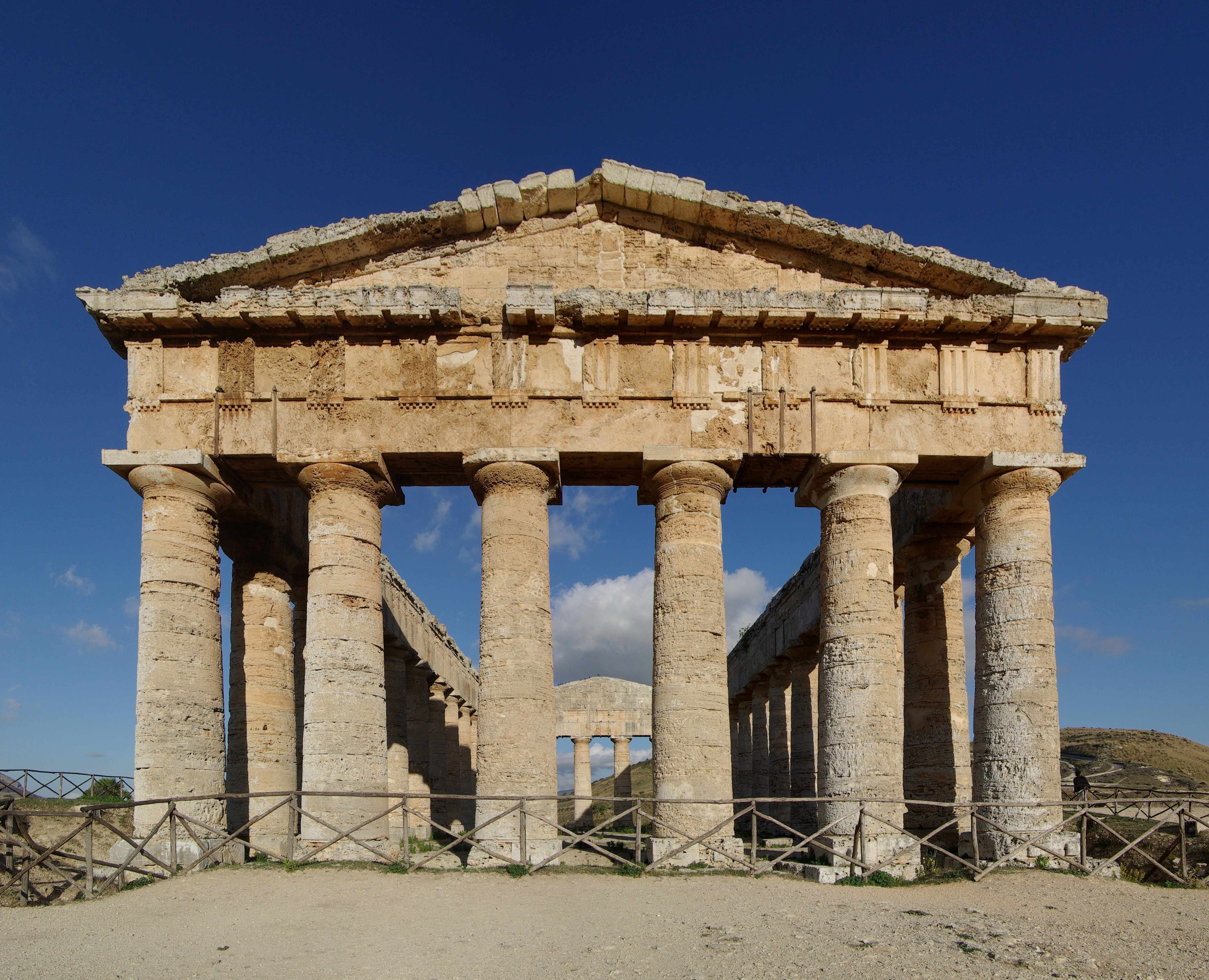
La part més curta del Temple de Segesta

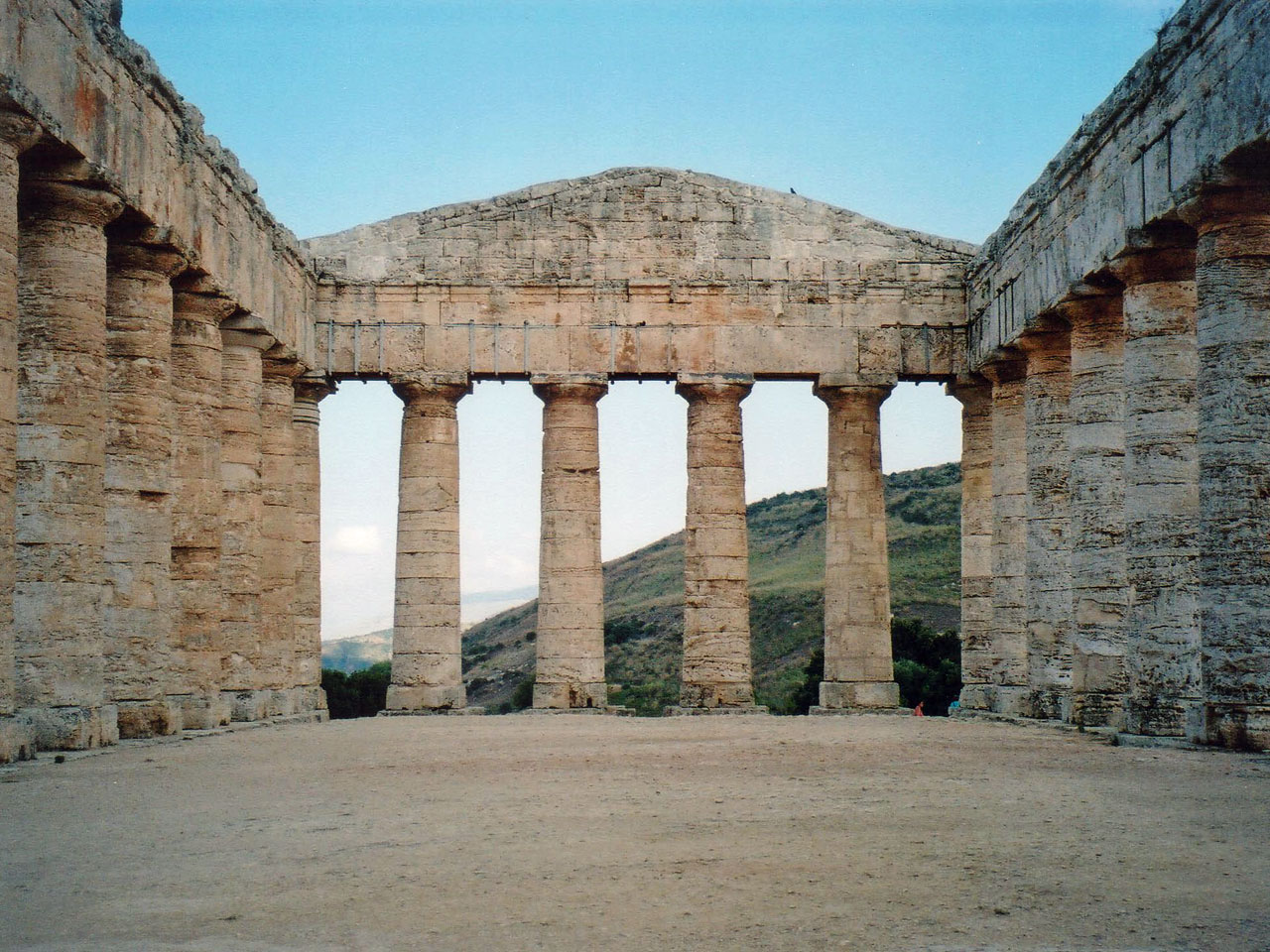
Interior del temple

Els experts estimen que la construcció del Temple de Segesta degué començar en el període clàssic, a l'entorn de l'any 417 abans de la nostra era. Ja n'existia, però, un predecessor en el lloc en l'època arcaica, sobre el 500 ae. El disseny del temple deriva dels grans temples dòrics de les ciutats gregues de la costa siciliana, per això representa l'hel·lenització de la no grega Segesta. En l'època de construcció, la ciutat era aliada d'Atenes. Aquest és el darrer temple dòric de tota Sicília.
El temple sol considerar-se com a inacabat, segurament a causa dels canvis polítics a Segesta. Això pogué ocórrer perquè la ciutat caigués sota domini de Cartago a la fi del 400 abans de la nostra era. D'altra banda, també s'ha suggerit que el temple fou ideat com un mer peristil sense sostre per a alguna mena de culte oriental a l'aire lliure de la població no grega de la ciutat.

## Descripció
El temple és en un turó a l'oest de l'acròpolis de la ciutat, fora muralles. És un temple perípter d'estil dòric. El material de construcció és travertí de l'actual zona d'Alcamo. L'estilòbat té uns 26 m × 61 m i fonaments en el crepidoma de tres nivells. El temple té sis columnes als costats curts i 14 columnes als llargs, la qual cosa fa un total de 36 columnes. L'alçada de les columnes és d'uns 9,33 metres. El fris té tríglifs i mètopes sense decoració.

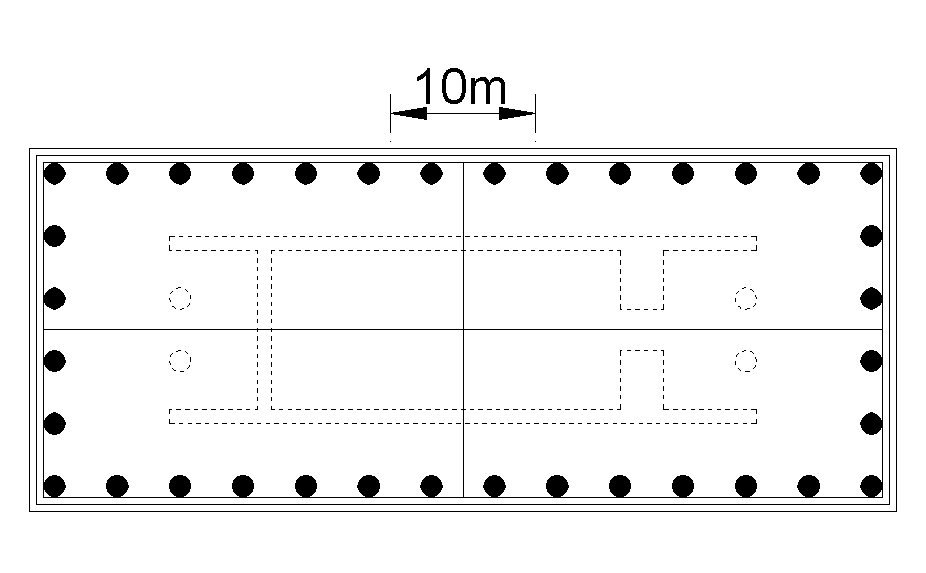
Planta del temple

El suposat caràcter incomplet del temple queda palés per l'absència d'una naos central i pel fet que els pilars del temple no eren estriats, això és, no tenien canalons. L'absència de fusts estriats fa que les columnes semblen excepcionalment pesades. La perístasi (columnata circumdant), així com els arquitraus i els frontons, s'han conservat intactes. Sembla, doncs, que es conserva la major part del que aparentment es va construir del temple.